# Slovenija na Svetovnem prvenstvu v hokeju na ledu 1993
Slovenija je na Svetovnem prvenstvu v hokeju na ledu 1993 C, ki je potekalo med 12. in 21. marcem 1993 v Sloveniji, na Bledu in v Ljubljani, s petimi zmagami in dvema porazoma zasedla četrto mesto. To je bil prvi nastop slovenske hokejske reprezentance na kakšnem velikem tekmovanju.

## Postava
- Selektor: Rudi Hiti
- Vratarji: Domine Lomovšek, Zvonimir Bolta
- Branilci: Igor Beribak, Boris Pajič, Bojan Zajc, Andrej Brodnik, Elvis Bešlagič, Tom Jug, Boris Kunčič, Drago Mlinarec, Murajica Pajič, Bojan Magazin
- Napadalci: Tomaž Vnuk, Dejan Kontrec, Nik Zupančič, Toni Tišlar, Marjan Gorenc, Matjaž Kopitar, Andrej Razinger, Marko Smolej, Rok Rojšek, Robert Žolek

## Tekme

### Predtekmovanje
| 12. marec 1993 | Slovenija | 15–2 | Avstralija | Hala Tivoli, Ljubljana |

| Poročilo tekme | Poročilo tekme | Poročilo tekme | Poročilo tekme | Poročilo tekme |
| -------------- | -------------- | -------------- | -------------- | -------------- |
|                |                |                |                |                |

| 13. marec 1993 | Slovenija | 12–0 | Španija | Hala Tivoli, Ljubljana |

| Poročilo tekme | Poročilo tekme | Poročilo tekme | Poročilo tekme | Poročilo tekme |
| -------------- | -------------- | -------------- | -------------- | -------------- |
|                |                |                |                |                |

| 15. marec 1993 | Slovenija | 29–0 | Južna Afrika | Hala Tivoli, Ljubljana |

| Poročilo tekme | Poročilo tekme | Poročilo tekme | Poročilo tekme | Poročilo tekme |
| -------------- | -------------- | -------------- | -------------- | -------------- |
|                |                |                |                |                |

| 16. marec 1993 | Slovenija | 14–2 | Madžarska | Hala Tivoli, Ljubljana |

| Poročilo tekme | Poročilo tekme | Poročilo tekme | Poročilo tekme | Poročilo tekme |
| -------------- | -------------- | -------------- | -------------- | -------------- |
|                |                |                |                |                |

| 18. marec 1993 | Slovenija | 4–0 | Kazahstan | Hala Tivoli, Ljubljana |

| Poročilo tekme | Poročilo tekme | Poročilo tekme | Poročilo tekme | Poročilo tekme |
| -------------- | -------------- | -------------- | -------------- | -------------- |
|                |                |                |                |                |

### Polfinale
| 19. marec 1993 | Slovenija | 1–5 | Latvija | Hala Tivoli, Ljubljana |

| Poročilo tekme | Poročilo tekme | Poročilo tekme | Poročilo tekme | Poročilo tekme |
| -------------- | -------------- | -------------- | -------------- | -------------- |
|                |                | (0:3,1:1,0:1)  |                |                |

### Za tretje mesto
| 21. marec 1993 | Slovenija | 3–7 | Kazahstan | Hala Tivoli, Ljubljana |

| Poročilo tekme | Poročilo tekme | Poročilo tekme | Poročilo tekme | Poročilo tekme |
| -------------- | -------------- | -------------- | -------------- | -------------- |
|                |                | (0:3,0:1,3:3)  |                |                |